# Oospila partita
Oospila partita là một loài bướm đêm trong họ Geometridae.